# 50. nordlige breddekreds
Den 50. nordlige breddekreds (eller 50 grader nordlig bredde) er en breddekreds, der ligger 50 grader nord for ækvator. Den løber gennem Europa, Asien, Stillehavet, Nordamerika og Atlanterhavet.